# Flesh for the Beast
Flesh for the Beast est un film américain réalisé par Terry West, sorti en 2003.

## Synopsis
Un étrange solitaire, John Stoker, invite dans sa maison supposée hantée, une équipe d'experts en phénomènes paranormaux. Mais, loin de chasser les fantômes, les expérimentations pseudoscientifiques de la joyeuse bande réveillent quelques femmes sexy bien décidées à se nourrir de chair fraîche...

## Fiche technique
- Titre : Flesh for the Beast
- Réalisation : Terry West
- Scénario : Terry West
- Production : Carl Morano et John Sirabella
- Sociétés de production : Fever Dreams et Media Blasters
- Musique : Buckethead
- Photographie : Richard Siegel
- Montage : Andrew Sterling
- Direction artistique : Stew Noack
- Costumes : Erin Byrne
- Pays d'origine : États-Unis
- Format : Couleurs - 1,77:1 - Dolby Digital - 35 mm
- Genre : Fantastique, horreur
- Durée : 89 minutes
- Date de sortie : 27 septembre 2003 (festival Monster Mania, États-Unis)

## Distribution
- Jane Scarlett : Erin Cooper
- Sergio Jones : John Stoker
- Clark Beasley Jr. : Ted Sturgeon
- Jim Coope : Jack Ketchum
- David Runco : Joseph Monks
- Aaron Clayton : Douglas Clegg
- Michael Sinterniklaas : Martin Shelly
- Caroline Hoermann : Pauline
- Ruby Larocca : Cassandra
- Barbara Joyce : Irene
- Kevin G. Shinnick : Jimmy / un zombi
- Caroline Munro : Carla la gitane
- Aldo Sambrell : Alfred Fischer

## Autour du film
- Le tournage s'est déroulé à Yonkers d'avril à mai 2003.

## Distinctions
- Prix du meilleur film et des meilleurs effets spéciaux, lors du Festival du film d'horreur de New York en 2003.